# Bajandaji járás

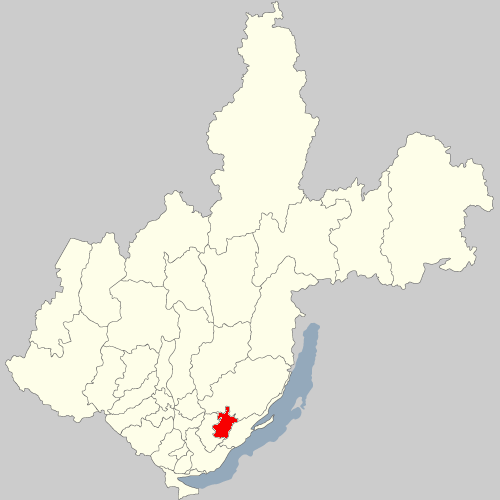
A Bajandaji járás az Irkutszki területen

A Bajandai járás (oroszul Баянда́евский райо́н, burjátul Баяндайн аймаг) Oroszország egyik járása az Irkutszki területen. Székhelye Bajandaj.

## Népesség
- 1989-ben 14 808 lakosa volt.
- 2002-ben 13 730 lakosa volt.
- 2010-ben 11 529 lakosa volt, melyből 6908 burját, 4111 orosz, 183 tatár stb.